# Carlos Filipe
Carlos Filipe Carvalho Ferreira Silva, noto semplicemente come Carlos Filipe (Porto, 15 settembre 1975), è un ex calciatore portoghese, di ruolo centrocampista.

## Carriera

### Club
Ha giocato nella massima serie portoghese.

### Nazionale
Con l'Under-20 ha preso parte al Mondiale di categoria nel 1995.